# Prowincja Kourwéogo
Prowincja Kourwéogo – jedna z 45 prowincji w Burkina Faso.
Ma powierzchnię prawie 1,6 tys. km². W 2006 roku mieszkało w niej ponad 136 tysięcy ludzi. W 1996 roku na jej terenach zamieszkiwało niemal 116 tysięcy mieszkańców.